# Pelargonium
Pelargonium L'Hér., es un género perteneciente a la familia Geraniaceae que incluye unas 200 especies de plantas herbáceas, arbustos perennes y suculentas. Linnaeus originalmente incluyó todas las especies en el género Geranium, pero posteriormente, en 1789, fue separado en dos géneros por Charles L’Héritier.
La flor de jardinería comúnmente conocida como geranio pertenece a este género.

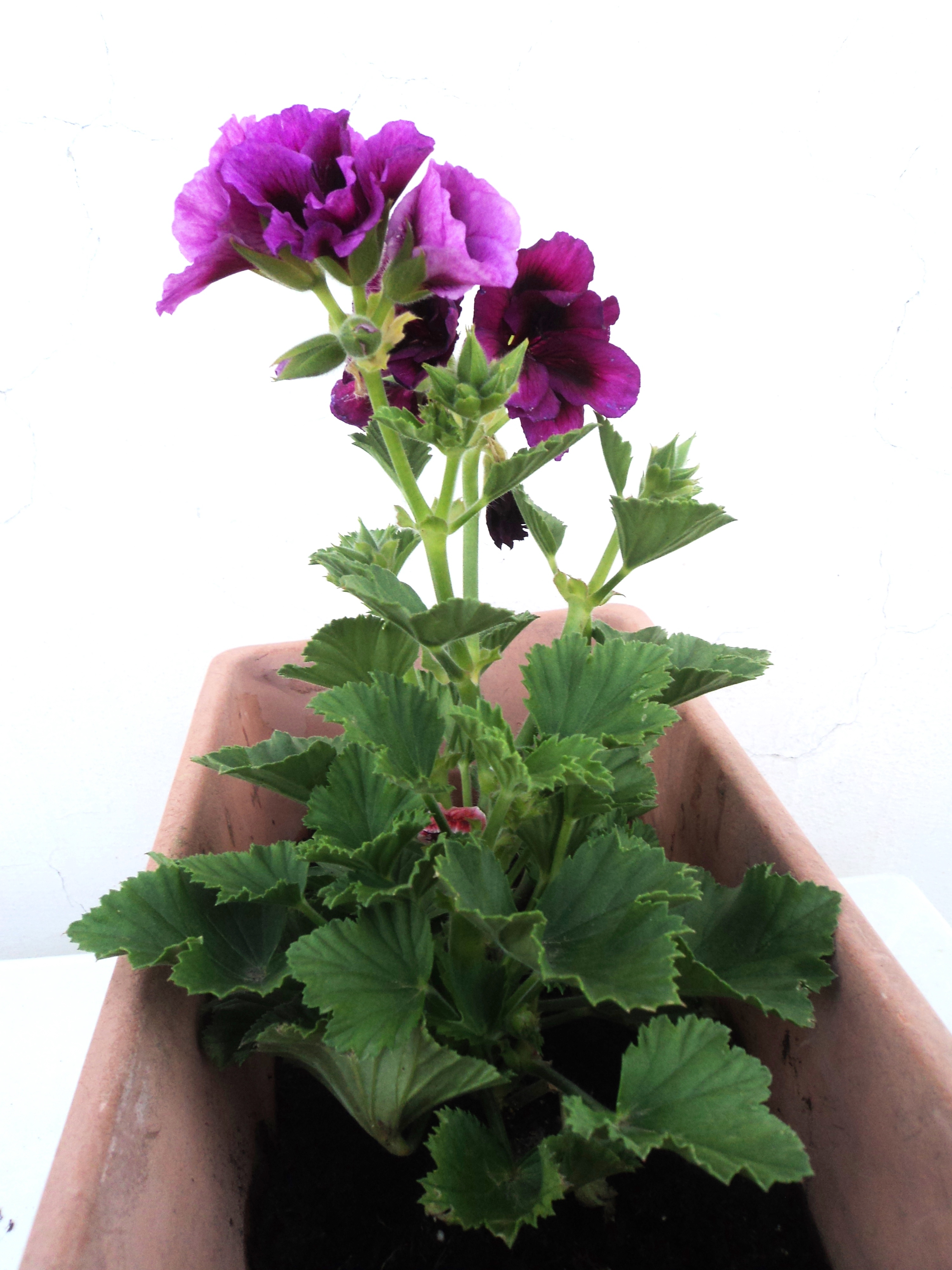

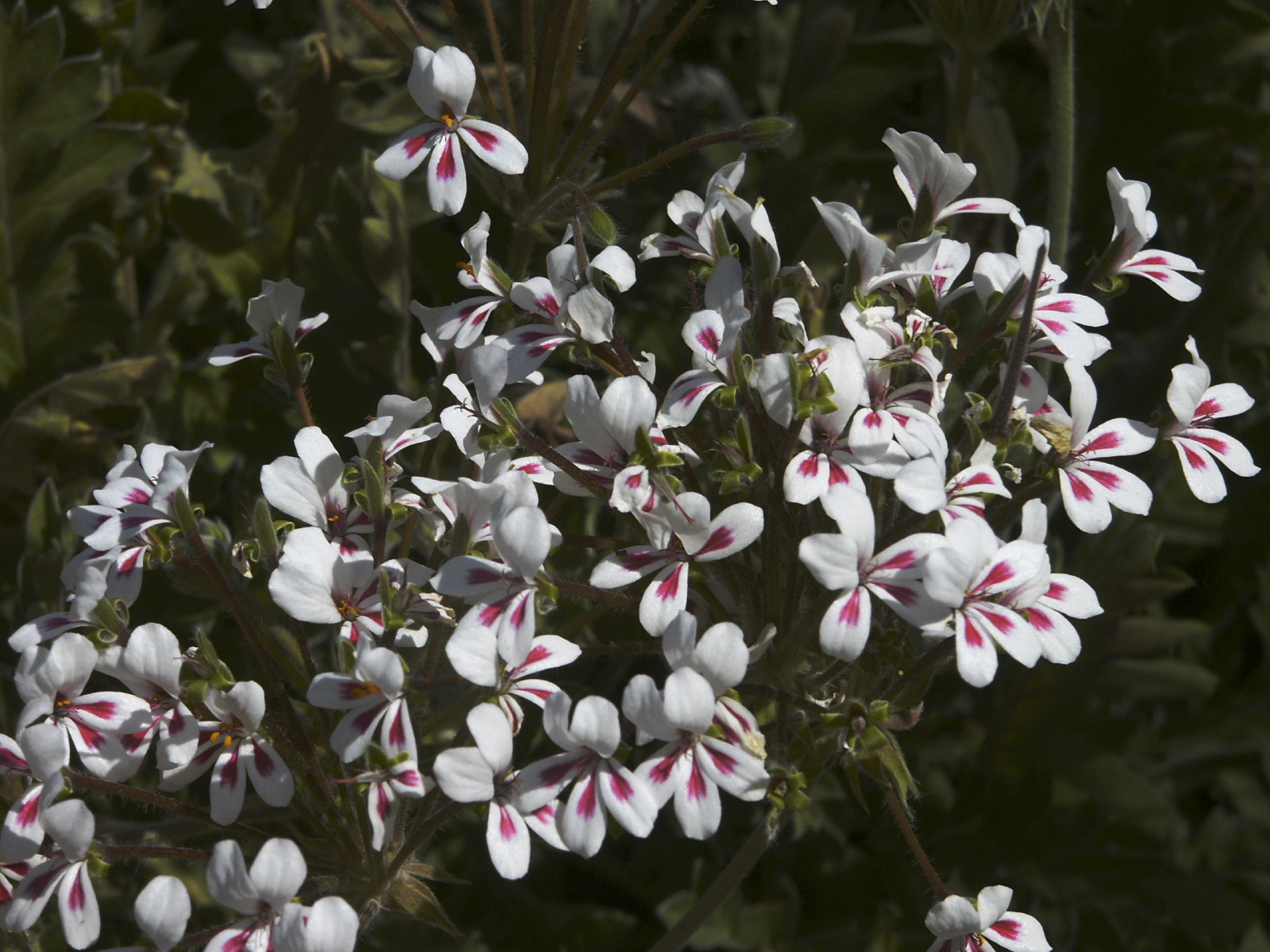
Pelargonium crithmifolium

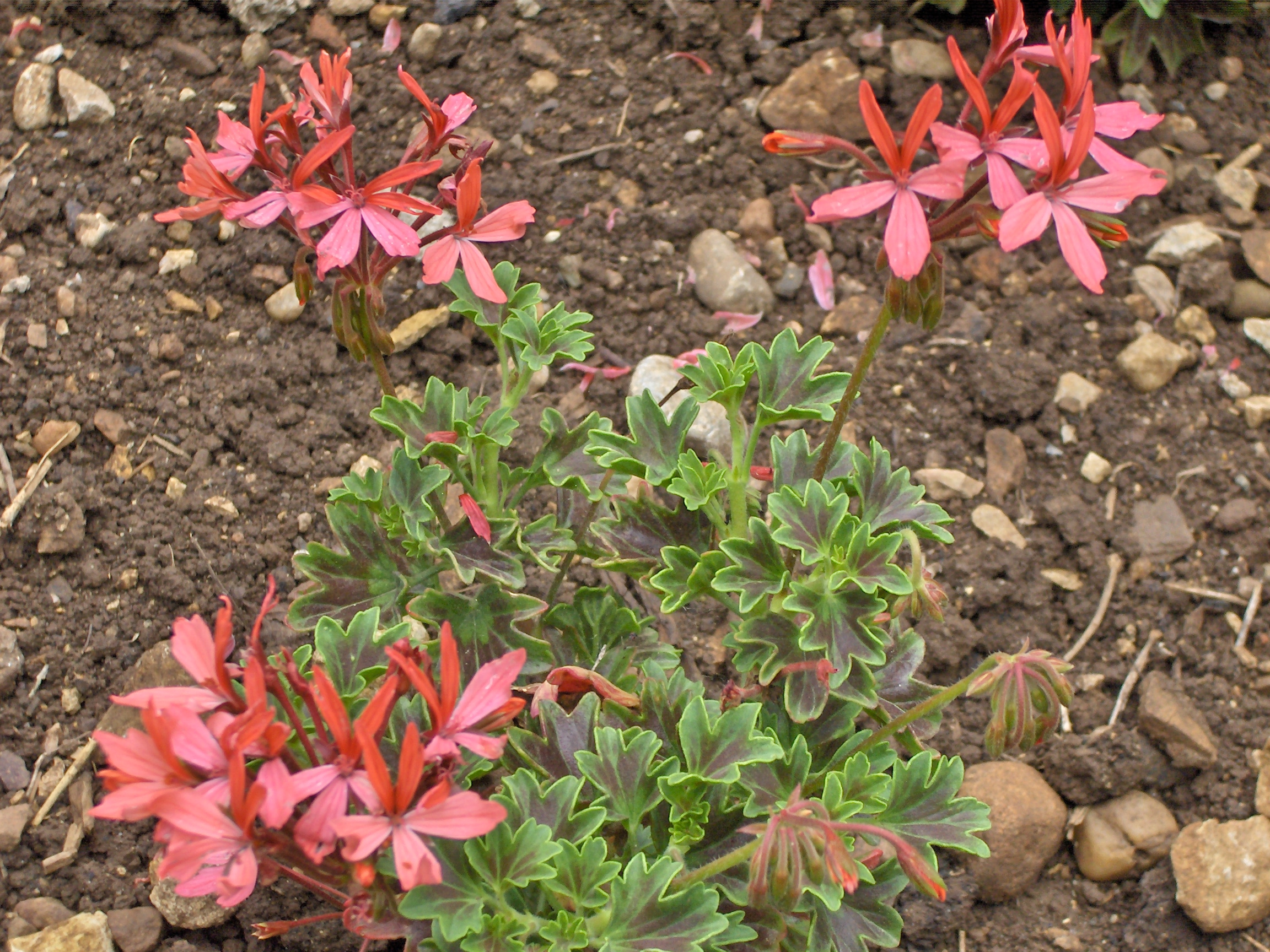
Cultivar: Pelargonium stellar

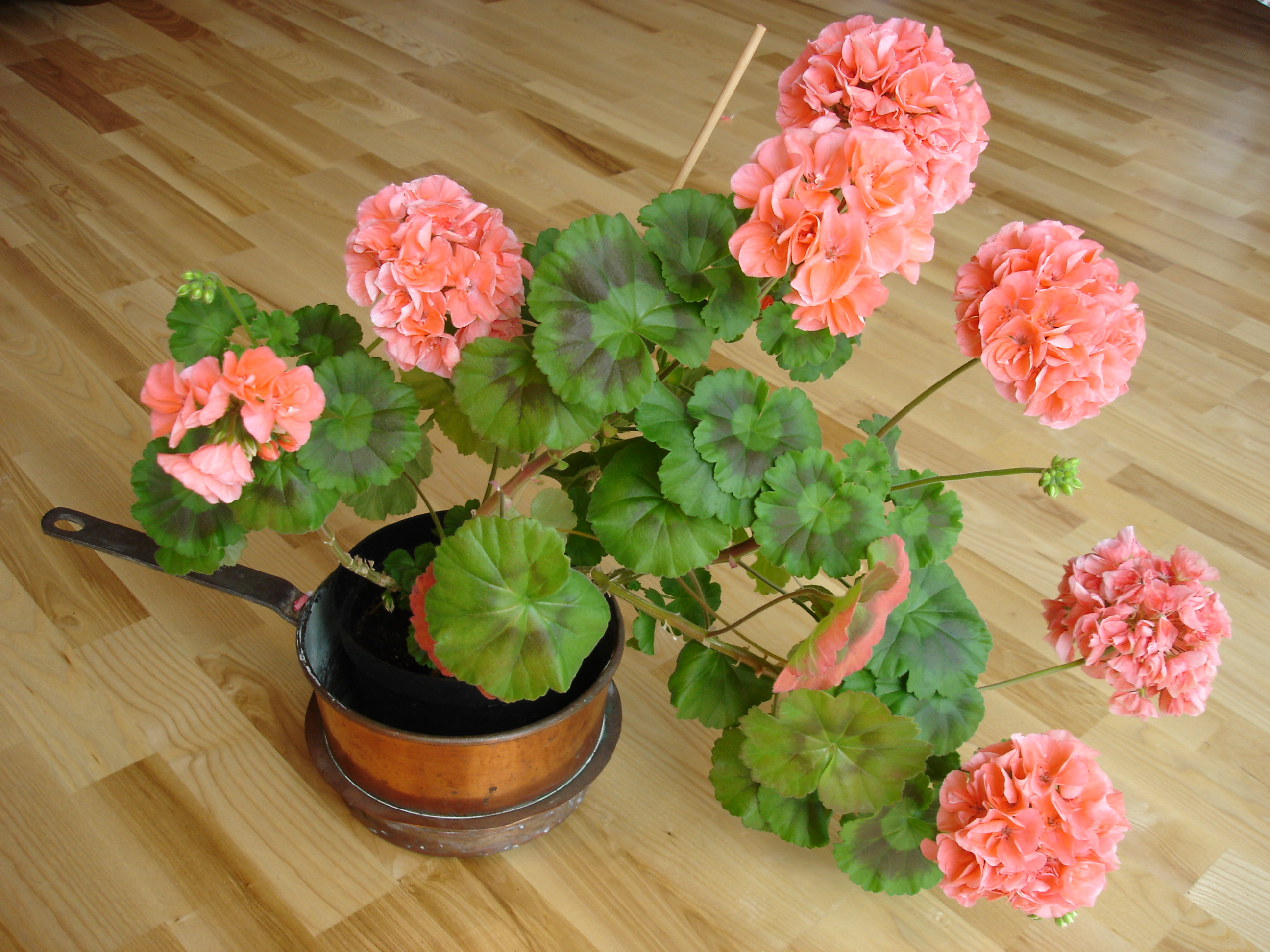
Geranio de jardín (Pelargonium x hortorum)

## Historia y distribución natural
La primera especie de Pelargonium cuyo cultivo se conoce fue Pelargonium triste, nativa de Sudáfrica. Probablemente fue llevada al jardín botánico de Leiden antes de 1600 a bordo de barcos que atracaban en el Cabo de Buena Esperanza.  En 1631, el jardinero inglés John Tradescant el viejo compró semillas a Rene Morin en París e introdujo la planta en Inglaterra. En 1738, Johannes Burman nombró el género  Pelargonium (del griego 
πελαργός, pelargós cigüeña) debido a la semejanza de parte de la flor con esta ave.
Original del sur de África, fue durante la época de la colonización del sur de este continente, cuando los colonos realizaron un primer contacto con la planta y con su uso medicinal. Las primeras pruebas con raíz de Pelargonium dieron resultados positivos para su consumo tratando infecciones respiratorias, dolor de pecho y la cicatrización de heridas.
Dos siglos más tarde, el inglés Mayor Stevens se curó de tuberculosis con un tratamiento a base de esta planta, lo que le llevó a comercializarlo al volver a Inglaterra bajo el nombre de “Steven’s Consumption Cure”

## Usos
Además de cultivarlos por su belleza, las especies de pelargonio, como P. graveolens se utilizan en la industria perfumera para destilar su esencia. Aunque existen especies con aromas cítricos, mentolados o frutales las variedades con aroma a rosa son las más comercializadas. Los destilados y absolutos de pelargonio, comúnmente conocidos como «aceite aromatizado de geranium» se utilizan en ocasiones como suplemento o adulterante de los costosos aceite de rosas.
El geranio de jardín (P. x hortorum; sin. P. zonale) es una de las plantas ornamentales más común de cultivo en maceta, con más de 200 variedades y proporciones
El extracto seco de raíz de Pelargonium sidoides acorta el tiempo del tratamiento de los principales síntomas que provoca el resfriado, promueve una recuperación más rápida, y reduce síntomas de la enfermedad como el cansancio, trastornos del sueño, pérdida de apetito y malestar general.

## Taxonomía
El género fue descrito por Charles Louis L'Héritier de Brutelle y publicado en Hortus Kewensis; or, a catalogue . . . 2: 417. 1789. La especie tipo es:  Pelargonium hirsutum¡¡ (Burm. f.) Sol. ex Aiton
Etimología
Pelargonium: nombre genérico que deriva de las palabra griega:
pelargos para "cigüeña", aludiendo a la fruta con la forma de pico del ave. Nota: Es interesante que varios de los miembros de esta familia toman sus nombres de aves de pico largo, es decir Pelargos (cigüeña), geranios (grulla), y Erodios (garza)
Fue dividido en 12 secciones:
- sección Campylia (Lindley ex Sweet) de Candolle
- sección Chorisma (Lindley ex Sweet) de Candolle
- sección Ciconium (Sweet) Harvey
- sección Cortusina (DC.) Harvey
- sección Glaucophyllum Harvey
- sección Hoarea (Sweet) de Candolle
- sección Isopetalum (Sweet) de Candolle
- sección Jenkinsonia (Sweet) de Candolle
- sección Ligularia (Sweet) Harvey
- sección Myrrhidium de Candolle
- sección Otidia (Lindley ex Sweet) de Candolle
- sección Pelargonium (Sweet) Harvey
- section Peristera de Candolle
- sección Polyactium de Candolle
- sección Reniformia (Knuth) Dreyer
- sección Subsucculentia J.J.A. van der Walt

## Especies seleccionadas
- Pelargonium angustifolium L'Hér. ex Harv. & Sond.
- Pelargonium citrosum Voigt ex Sprague
- Pelargonium cotyledonis (L.) L'Hér.
- Pelargonium hortorum L.H.Bailey
- Pelargonium insularis
- Pelargonium graveolens L'Hér.
- Pelargonium nobile Dum.Cours.
- Pelargonium odoratissimum Sol.
- Pelargonium pedunculare Dehnh.
- Pelargonium radens H.E.Moore
- Pelargonium scabrum Hort. ex Hoffmanns.
- Pelargonium sericeum E.Mey. ex Harv. & Sond.
- Pelargonium sidoides (L.) L'Hér.
- Pelargonium × tussilaginifolium Tratt.
- Pelargonium tripalmatum E.M.Marais
- Pelargonium triste (L.) L'Hér. - flor del clavo[7]
- Pelargonium wonchiense Vorster & M.G.Gilbert
- Pelargonium xerophyton Schltr. ex R.Knuth
- Pelargonium zeyherianum Dehnh.